# Краснохвостые медянки
Краснохвостые медянки (лат. Gonyosoma) — род змей из семейства ужеобразных, обитающих в Азии.

## Описание
Общая длина представителей этого рода колеблется от 1,5 до 2,4 м. Голова вытянутая, немного плоская. туловище стройное, уплощённое. Есть 2—3 верхнегубных щитка, которые касаются глаз. Лёгкие не развиты. Окраска в основном ярких цветов — зелёная или оливковая.

## Образ жизни
Населяют лесные, горные местности. Большую часть жизни проводят на деревьях. Достаточно быстрые и проворные змеи. Активны днём, питаются ящерицами, птицами, грызунами.

## Размножение
Это яйцекладущие змеи. Самки откладывают до 12 яиц.

## Распространение
Обитают в Южной, Юго-Восточной и Восточной Азии.

## Классификация
По данным сайта Reptile Database, на май 2021 года в род включали 6 видов:
- Gonyosoma boulengeri (Mocquard, 1897) — Ринхофис Буланже
- Gonyosoma frenatum (Gray, 1853)
- Gonyosoma jansenii (Bleeker, 1859)
- Gonyosoma margaritatum Peters, 1871 — Радужная древесная змея
- Gonyosoma oxycephalum (Boie, 1827) — Краснохвостая медянка, или смарагдовый полоз
- Gonyosoma prasinum (Blyth, 1854)

В июне того же года был описан ещё один вид:
- Gonyosoma coeruleum Liu et al., 2021